# Katie Bouman
Katherine Louise Bouman (West Lafayette, Indiana, 9 de maio de 1989) é uma professora assistente de ciência da computação no Instituto de Tecnologia da Califórnia. Ela pesquisa métodos computacionais para geração de imagens e foi uma das pessoas responsáveis pela reprodução da primeira imagem de um buraco negro. Bouman foi responsável pela liderança e desenvolvimento do algoritmo responsável pelo cruzamento e correção de dados obtidos usando o Event Horizon Telescope.

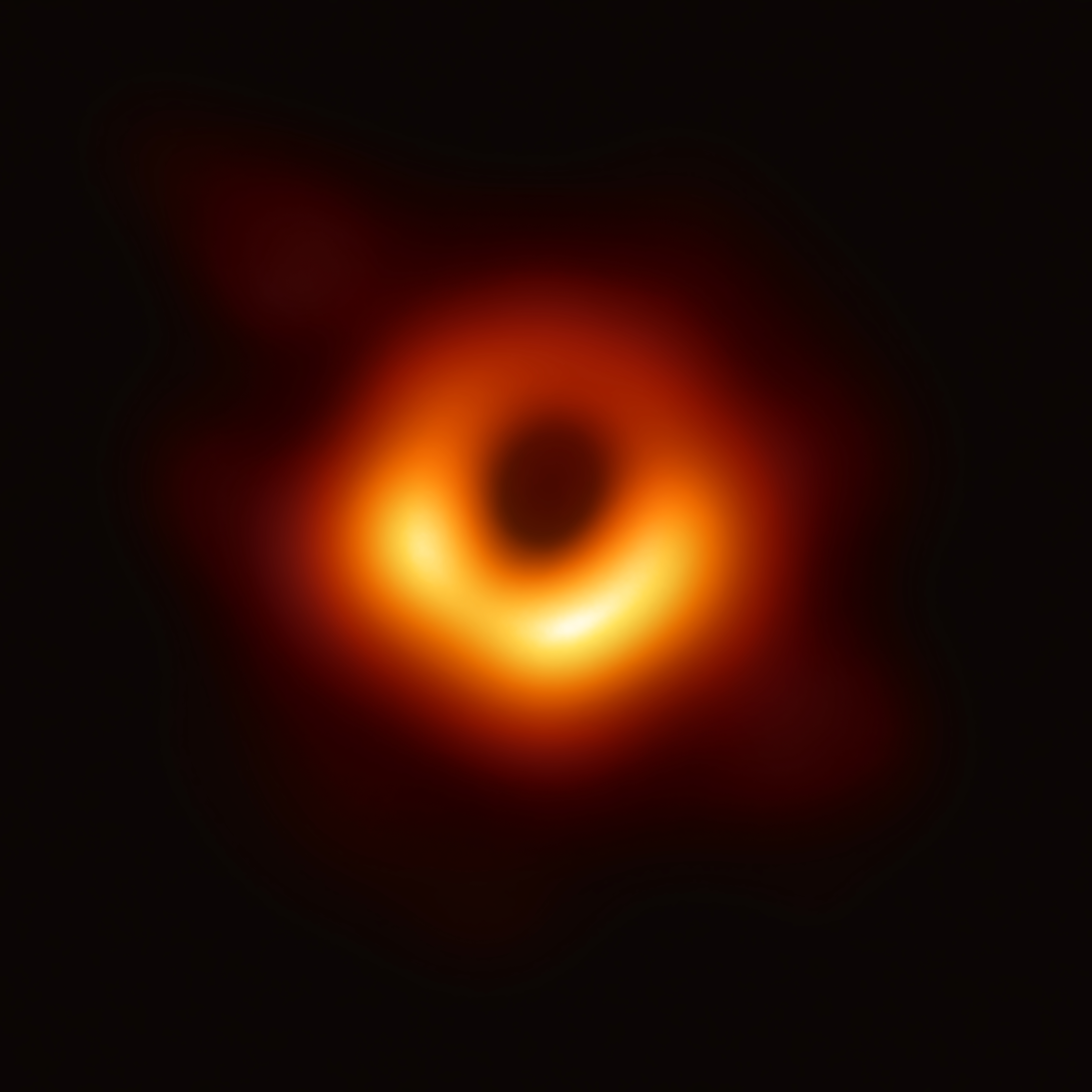
A primeira fotografia de um buraco negro supermassivo

## Formação
Bouman é de Indiana, Estados Unidos. Ela ouviu pela primeira vez sobre o telescópio do Event Horizon Telescope quando ainda era uma estudante do ensino médio em West Lafayette, Indiana. Bouman estudou engenharia elétrica na Universidade de Michigan e se formou cum laude. Ela obteve mestrado em engenharia elétrica no Instituto de Tecnologia de Massachusetts (MIT), onde também concluiu seu doutorado. Bouman era membro do Observatório Haystack do MIT. Ela foi apoiada com uma bolsa de pós-graduação da Fundação Nacional da Ciência. Sua dissertação de mestrado, Estimando as Propriedades Materiais do Tecido através da Observação do Movimento em inglês: Estimating Material Properties of Fabric through the observation of Motion   recebeu o Prêmio Ernst Guillemin de melhor Dissertação de Mestrado. Bouman ingressou na Universidade Harvard como pós-doutorado na equipe de imagens do Event Horizon Telescope. Em 2016, Bouman escreveu para a Astronomy Now sobre um novo algoritmo capaz de construir imagens de buracos negros. Em 2017, Bouman fez uma palestra no TED de Como Tirar uma Foto de um Buraco Negro, que explicou os algoritmos que seriam usados pelo projeto. Ela obteve seu doutorado em engenharia elétrica e ciência da computação pelo MIT em 2017.

## Pesquisas e carreira
Bouman foi responsável no MIT por um algoritmo usado na criação das primeiras imagens de um buraco negro, publicado em abril de 2019, fornecendo suporte computacional para aprender sobre a relatividade geral no regime de campo forte. Bouman teorizou que buracos negros deixam uma sombra de gás quente. Este algoritmo foi usado para a imagem do buraco negro supermassivo dentro do núcleo da galáxia Messier 87. O algoritmo de aprendizado de máquina preenche as lacunas nos dados produzidos por telescópios de todo o mundo. Bouman liderou os esforços na "verificação de imagens e seleção de parâmetros de imagem" para o Event Horizon Telescope. A pesquisa dela com a aprendizagem de máquinas e os algoritmos providenciou aos astrônomos do projeto as informações que os radiotelescópios não eram capazes de captar no espaço. Em uma entrevista ao Washington Post, Bouman explicou: "Temos uma informação parcial. É quase como ver um pixel de uma imagem (mas é em outro tipo de domínio). Tivemos que criar métodos para usar essa informação muito esparsa e cheia de ruídos e tentar achar a imagem que pode ter provocado essas medidas".
Bouman ingressou no Instituto de Tecnologia da Califórnia como Professora Assistente em 2019. Ela trabalha em novos sistemas de imagens computacionais.

### O algoritmo
Usando diversos algoritmos juntos com o de Bouman, os pesquisadores criaram três pipelines de código para compor a imagem. Um dos problemas para montar as imagens é a diferença do momento de chegada de um mesmo sinal astronômico a dois telescópios diferentes, já que o caminho feito por ele passa pelo que os astrônomos chamam de "dados esparsos e ruídos" tanto da atmosfera da Terra quanto do resto da galáxia. Os pesquisadores consideram esse atraso de tempo para poder extrair a informação visual contida no sinal de rádio dos radiotelescópios. Estes "dados esparsos e barulhentos" que os telescópios forneceram são pegos e tentam produzir uma imagem.
A solução encontrada por Bouman considera que, se as medidas de três telescópios forem multiplicadas, os atrasos nos sinais deles podem ser cancelados uns dos outros. Para fazer esse cálculo, ela precisa dos dados de três telescópios, e não só dois. Isso acarreta uma perda de informação que, por outro lado, leva a uma precisão maior. Bouman aplicou a aprendizagem de máquinas para identificar padrões visuais que tendem a ocorrer nas imagens reais e, depois, refinar o algoritmo para reconstruir imagens.
"Desenvolvemos maneiras de gerar dados sintéticos e usamos algoritmos diferentes e testamos cegamente para ver se podemos recuperar uma imagem. Não queríamos apenas desenvolver um algoritmo. Queríamos desenvolver muitos algoritmos diferentes, todos com diferentes suposições incorporadas a eles. Se todos eles recuperarem a mesma estrutura geral, isso aumentará sua confiança.", disse Bouman em uma entrevista a CNN.
O resultado disso tudo é uma imagem, como a do buraco negro da Messier 87, uma inovadora imagem de uma estrutura em forma de anel que Albert Einstein previu há mais de um século em sua teoria da relatividade geral.

## Reconhecimento
É uma das 100 Mulheres da lista da BBC de 2019.